# プラマーモデル

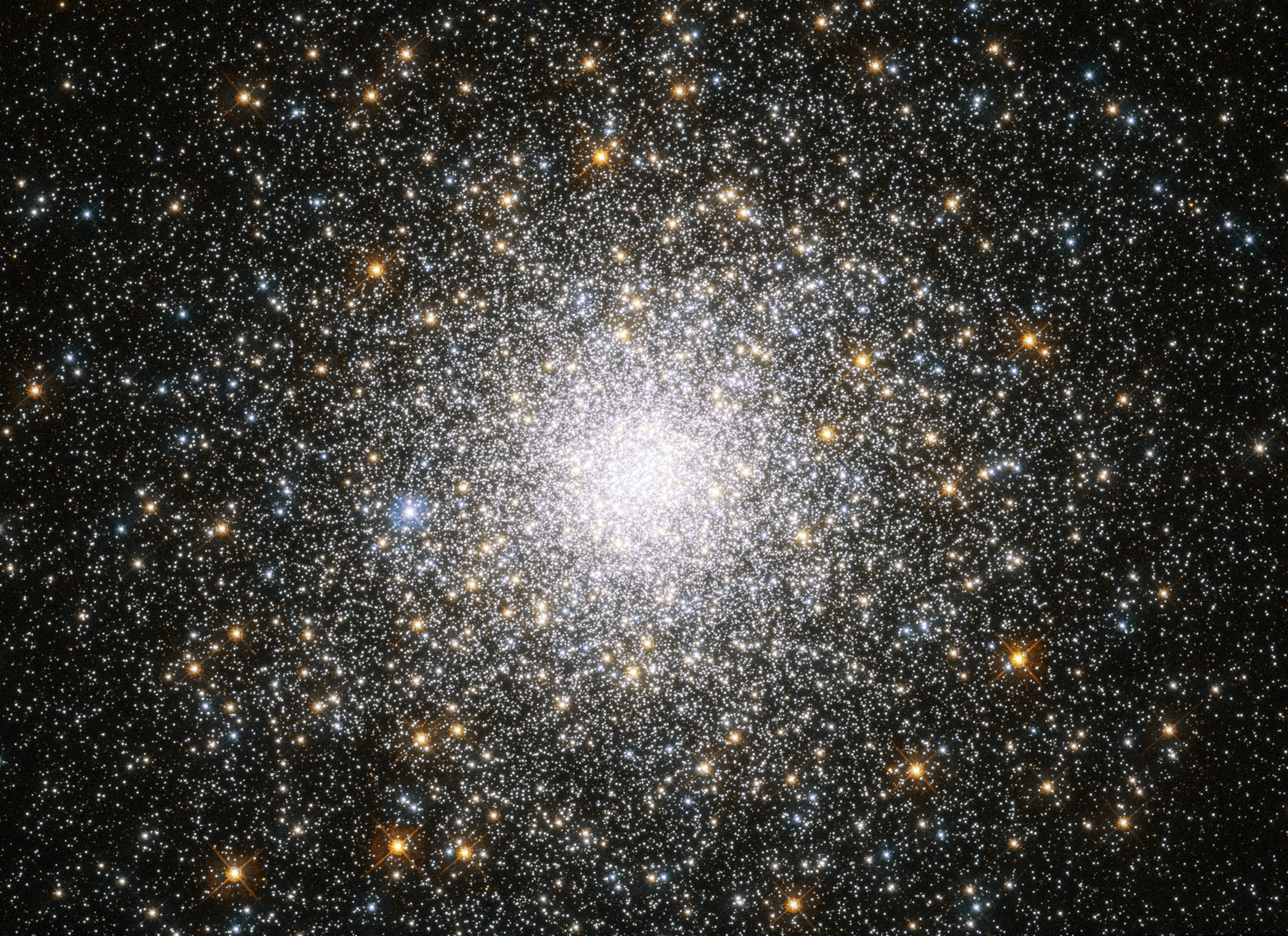
球状星団M75のハッブル宇宙望遠鏡による画像

プラマーモデル (Plummer model) とは、球状星団における星の分布を記述するモデルのひとつである。1911年にヘンリー・プラマーによって最初に用いられた。

## 概要
球状星団は球対称に近い星の分布を持ち、中心ほど密度が高い。プラマーモデルはこの星の分布のモデルのひとつであり、質量 M とプラマー半径 a という 2 つのパラメータにより特定される。このモデルは密度プロファイル
{\displaystyle \rho (r)={\frac {3}{4\pi }}{\frac {Ma^{2}}{(r^{2}+a^{2})^{5/2}}}}
により記述される。従って r ≪ a で ρ = Const.、r ≫ a で ρ ∝ r-5 となり、コンパクトな中心核と広がった外層を持つという球状星団の特徴をある程度再現している。また、このモデルは二体緩和の効果を無視するとき力学方程式の定常解を与える。

## 性質
プラマーモデルに従う物質分布について、半径 r 以内の質量 M(r) は次式により与えられる。
{\displaystyle M(r)=M{\frac {r^{3}}{(r^{2}+a^{2})^{3/2}}}}
また、この分布に従う星団がつくる重力ポテンシャルは万有引力定数 G を用いて次のように求まる。
{\displaystyle \Phi (r)=-{\frac {GM}{\sqrt {r^{2}+a^{2}}}}}
なおこれは重力多体系のシミュレーションにおいて用いられる ε-処方と等価なポテンシャルとなっている。
プラマーモデルは n=5 のポリトロープモデルとしても得られる。つまり、球状星団内の星が分布関数
{\displaystyle f({\boldsymbol {r}},{\boldsymbol {v}})\propto (-E)^{7/2},\ \ E={\frac {1}{2}}{\boldsymbol {v}}^{2}+\Phi (|{\boldsymbol {r}}|)}
に従うときプラマーモデルを再現する。

### プラマーモデルの生成アルゴリズム
N体シミュレーションの初期条件として用いる等の目的のためにプラマーモデルに従う N 個の粒子群を生成するために、以下のアルゴリズムが知られている.
ただしここでは M = a = 1 となる単位系を採用し、X1, ..., X7 は 7 個の独立な [ 0, 1 ]-区間一様乱数である。
動径座標 r を {\displaystyle r=(X_{1}^{-2/3}-1)^{-1/2}} により定め、そこから座標 x, y, z を
{\displaystyle z=(1-2X_{2})r,\ \ x=(r^{2}-z^{2})^{1/2}\cos(2\pi X_{3}),\ \ y=(r^{2}-z^{2})\sin(2\pi X_{3})}
により定める。次いで、脱出速度 {\displaystyle V_{e}={\sqrt {2}}(1+r^{2})^{-1/4}}
で規格化された速度 {\displaystyle q=V/V_{e}} を、確率分布
{\displaystyle P(q)\propto g(q)=q^{2}(1-q^{2})^{\frac {7}{2}}}
に従って得る。例えば棄却法を用いる場合、0.1 X5 < g ( X4 ) となったら q = X4 とし、そうならなかったら再び乱数の組 X4, X5 を生成する。速度座標 u, v, w は V = q Ve の値から
{\displaystyle w=(1-2X_{6})V,\ \ y=(V^{2}-w^{2})^{1/2}\cos(2\pi X_{7}),\ \ v=(V^{2}-w^{2})\sin(2\pi X_{7})}
により生成する。